# Joan Barreda Bort
Joan Barreda, né le 11 août 1983 à Castellón de la Plana est un pilote espagnol de rallye-raid et de moto-cross. Avec 29 victoires d'étapes sur le Rallye Dakar, il est le troisième pilote ayant remporté le plus d'étapes sur ce rallye, son meilleur résultat au classement final reste sa 5e place obtenue en 2017 et en 2022.

## Palmarès

### Championnat espagnol
- Champion national de motocross[1].

### Résultats au Rallye Dakar
Sur le Rallye Dakar, il totalise 29 victoires d'étapes en 14 participations.
| Année | Marque          | Position       | Victoires d'étapes |
| ----- | --------------- | -------------- | ------------------ |
| 2011  | Aprilia         | Abd. (Étape 2) | -                  |
| 2012  | Husqvarna       | 11e            | 1                  |
| 2013  | Husqvarna       | 17e            | 4                  |
| 2014  | Honda           | 7e             | 5                  |
| 2015  | Honda           | 17e            | 3                  |
| 2016  | Honda           | Abd. (Étape 1) | Prologue           |
| 2017  | Honda           | 5e             | 4                  |
| 2018  | Honda           | abd            | 3                  |
| 2019  | Honda           | abd            | 1                  |
| 2020  | Honda           | 7e             | 1                  |
| 2021  | Honda           | abd            | 3                  |
| 2022  | Honda           | 5e             | 2                  |
| 2023  | Honda           | Abd. (Étape 9) | 1                  |
| 2024  | Hero Motosports | Abd. (Étape 6) | -                  |

### Autre
- Rallye d'Andalousie 2021 : vainqueur